# Silvino Bercellino
Silvino Bercellino (Gattinara, Provincia de Vercelli, Italia, 31 de enero de 1946) es un exfutbolista y director técnico italiano. Se desempeñaba en la posición de delantero. Su hermano Giancarlo Bercellino también fue futbolista profesional.

## Clubes

### Como futbolista
| Club           | País   | Año       |
| -------------- | ------ | --------- |
| Juventus F. C. | Italia | 1963-1964 |
| Potenza S. C.  | Italia | 1964-1965 |
| Juventus F. C. | Italia | 1965-1966 |
| U. S. Palermo  | Italia | 1966-1967 |
| Mantova F. C.  | Italia | 1967      |
| U. S. Palermo  | Italia | 1967-1972 |
| A. C. Monza    | Italia | 1972-1973 |
| Livorno Calcio | Italia | 1973-1974 |
| A. S. Biellese | Italia | 1974-1978 |

### Como entrenador
| Club           | País   | Año       |
| -------------- | ------ | --------- |
| A. S. Biellese | Italia | 1983-1984 |

## Palmarés

### Como futbolista

#### Campeonatos nacionales
| Título  | Club          | País   | Año     |
| ------- | ------------- | ------ | ------- |
| Serie B | U. S. Palermo | Italia | 1967-68 |